# Liste der Bodendenkmäler in Mindelheim
Auf dieser Seite sind die Bodendenkmäler in der schwäbischen Gemeinde Mindelheim zusammengestellt. Diese Tabelle ist eine Teilliste der Liste der Bodendenkmäler in Bayern. Grundlage ist die Bayerische Denkmalliste, die auf Basis des Bayerischen Denkmalschutzgesetzes vom 1. Oktober 1973 erstmals erstellt wurde und seither durch das Bayerische Landesamt für Denkmalpflege geführt wird. Die folgenden Angaben ersetzen nicht die rechtsverbindliche Auskunft der Denkmalschutzbehörde.

## Bodendenkmäler der Gemeinde Mindelheim

### Bodendenkmäler in der Gemarkung Apfeltrach
| Lage                  | Objekt                      | Akten-Nr.     | Bild |
| --------------------- | --------------------------- | ------------- | ---- |
| Apfeltrach (Standort) | Siedlung der Hallstattzeit. | D-7-7928-0031 |      |

### Bodendenkmäler in der Gemarkung Egelhofen
| Lage                 | Objekt                                                | Akten-Nr.     | Bild |
| -------------------- | ----------------------------------------------------- | ------------- | ---- |
| Egelhofen (Standort) | Grabenwerk vor- und frühgeschichtlicher Zeitstellung. | D-7-7928-0002 |      |

### Bodendenkmäler in der Gemarkung Gernstall
| Lage                 | Objekt                                                                           | Akten-Nr.     | Bild |
| -------------------- | -------------------------------------------------------------------------------- | ------------- | ---- |
| Gernstall (Standort) | Mittelalterliche und frühneuzeitliche Befunde im Bereich von Schloss Mindelburg. | D-7-7928-0021 |      |

### Bodendenkmäler in der Gemarkung Mindelau
| Lage                | Objekt | Akten-Nr.     | Bild |
| ------------------- | --- | ------------- | ---- |
| Mindelau (Standort) | Burgstall des Mittelalters.                                                                                          | D-7-7929-0004 |      |
| Mindelau (Standort) | Wallanlage vor- und frühgeschichtlicher Zeitstellung.                                                                | D-7-7929-0051 |      |
| Mindelau (Standort) | Mittelalterliche und frühneuzeitliche Befunde im Bereich der Katholischen Pfarrkirche St. Jakobus d. Ä. in Mindelau. | D-7-7929-0124 |      |

### Bodendenkmäler in der Gemarkung Mindelheim
| Lage                  | Objekt | Akten-Nr.     | Bild |
| --------------------- | --- | ------------- | ---- |
| Mindelheim (Standort) | Siedlung vorgeschichtlicher Zeitstellung. | D-7-7928-0005 |      |
| Mindelheim (Standort) | Brandgräber der späten Bronzezeit und frühen Urnenfelderzeit und Körpergräber des frühen Mittelalters.                                                                              | D-7-7928-0020 |      |
| Mindelheim (Standort) | Abgegangene Kirche und Friedhof des Mittelalters und der frühen Neuzeit (St. Stephan).                                                                                              | D-7-7928-0025 |      |
| Mindelheim (Standort) | Erdwerk vor- und frühgeschichtlicher Zeitstellung. | D-7-7928-0040 |      |
| Mindelheim (Standort) | Mittelalterliche und frühneuzeitliche Befunde im Bereich der Kernstadt von Mindelheim.                                                                                              | D-7-7928-0045 |      |
| Mindelheim (Standort) | Mittelalterliche und frühneuzeitliche Befunde im Bereich des Franziskanerinnenklosters Hl. Kreuz in Mindelheim.                                                                     | D-7-7928-0046 |      |
| Mindelheim (Standort) | Mittelalterliche und frühneuzeitliche Befunde im Bereich der Katholischen Stadtpfarrkirche St. Stephan in Mindelheim.                                                               | D-7-7928-0047 |      |
| Mindelheim (Standort) | Mittelalterliche und frühneuzeitliche Befunde im Bereich der Katholischen Kirche Mariä Verkündigung, des ehemaligen Augustinereremitenkloster und des Jesuitenkolleg in Mindelheim. | D-7-7928-0048 |      |
| Mindelheim (Standort) | Mittelalterliche und frühneuzeitliche Befunde im Bereich der ehemalige Kapelle St. Silvester in Mindelheim.                                                                         | D-7-7928-0049 |      |
| Mindelheim (Standort) | Mittelalterliche und frühneuzeitliche Befunde im Bereich der Mindelheimer Klostervorstadt.                                                                                          | D-7-7928-0050 |      |
| Mindelheim (Standort) | Siedlung des Frühmittelalters sowie mittelalterliche und frühneuzeitliche Befunde im Bereich der Mindelheimer Nordvorstadt.                                                         | D-7-7928-0051 |      |
| Mindelheim (Standort) | Mittelalterliche und frühneuzeitliche Stadtbefestigung von Mindelheim. | D-7-7928-0052 |      |
| Mindelheim (Standort) | Schürfgruben vor- und frühgeschichtlicher oder mittelalterlicher Zeitstellung. | D-7-7928-0055 |      |
| Mindelheim (Standort) | Mittelalterliche und frühneuzeitliche Befunde im Bereich der Katholischen Liebfrauenkapelle mit angeschlossenem Leprosenhaus in Mindelheim.                                         | D-7-7928-0066 |      |
| Mindelheim (Standort) | Grabhügel der Hallstattzeit. | D-7-7929-0042 |      |
| Mindelheim (Standort) | Grabhügel vorgeschichtlicher Zeitstellung. | D-7-7929-0094 |      |
| Mindelheim (Standort) | Abgegangene Kapelle der frühen Neuzeit (St. Anna). | D-7-7929-0105 |      |
| Mindelheim (Standort) | Schürfgruben vor- und frühgeschichtlicher oder mittelalterlicher Zeitstellung. | D-7-7929-0153 |      |

### Bodendenkmäler in der Gemarkung Nassenbeuren
| Lage                    | Objekt | Akten-Nr.     | Bild |
| ----------------------- | --- | ------------- | ---- |
| Nassenbeuren (Standort) | Grabhügel der Hallstattzeit. | D-7-7928-0001 |      |
| Nassenbeuren (Standort) | Grabhügel vorgeschichtlicher Zeitstellung. | D-7-7928-0056 |      |
| Nassenbeuren (Standort) | Villa rustica der römischen Kaiserzeit sowie mittelalterliche und frühneuzeitliche Befunde im Bereich der Katholischen Pfarrkirche St. Vitus in Nassenbeuren und ihrer Vorgängerbauten. | D-7-7929-0093 |      |
| Nassenbeuren (Standort) | Grabhügel vorgeschichtlicher Zeitstellung. | D-7-7929-0096 |      |

### Bodendenkmäler in der Gemarkung Oberauerbach
| Lage                    | Objekt | Akten-Nr.     | Bild |
| ----------------------- | --- | ------------- | ---- |
| Oberauerbach (Standort) | Mittelalterliche und frühneuzeitliche Befunde im Bereich der Katholischen Pfarrkirche St. Mauritius in Oberauerbach. | D-7-7928-0084 |      |

### Bodendenkmäler in der Gemarkung Unterauerbach
| Lage                     | Objekt | Akten-Nr.     | Bild |
| ------------------------ | --- | ------------- | ---- |
| Unterauerbach (Standort) | Mittelalterliche und frühneuzeitliche Befunde im Bereich der Katholischen Filialkirche St. Michael in Unterauerbach. | D-7-7928-0082 |      |

### Bodendenkmäler in der Gemarkung Westernach
| Lage                  | Objekt | Akten-Nr.     | Bild |
| --------------------- | --- | ------------- | ---- |
| Westernach (Standort) | Burgstall des Mittelalters.                                                                                      | D-7-7928-0026 |      |
| Westernach (Standort) | Mittelalterliche und frühneuzeitliche Befunde im Bereich der Katholischen Pfarrkirche St. Andreas in Westernach. | D-7-7928-0086 |      |
| Westernach (Standort) | Schürfgruben vor- und frühgeschichtlicher oder mittelalterlicher Zeitstellung.                                   | D-7-7928-0118 |      |